# Spitak (film)
Pour plus de détails, voir Fiche technique et Distribution.
Spitak (Спитак) est un film arméno-russe réalisé par Alexandre Kott, sorti en 2018.

## Synopsis
À la suite du séisme de 1988 en Arménie, Ghor retourne dans la ville de Spitak pour retrouver sa famille.

## Fiche technique
- Titre original : Спитак
- Titre français : Spitak
- Réalisation : Alexandre Kott
- Scénario : Marina Sochinskaya
- Costumes : Elena Ouchakova
- Photographie : Piotr Dukhovskoï
- Montage : Olga Grinchpoune et Nikolaï Ryakhovski
- Musique : Serj Tankian
- Pays d'origine : Arménie - Russie
- Format : Couleurs - 35 mm
- Genre : action, drame
- Durée : 98 minutes
- Date de sortie :
  - Russie : avril 2018

## Distribution
- Lernik Harutyunyan : Ghor
- Hermine Stepanyan : Ghoar
- Alexandra Politic : Anush
- Oleg Vasilkov : Sergueï
- Alexander Kuznetsov : Viktor
- Mkhitar Avetisyan : Varoujan
- Martun Ghevondyan : Dalyule
- Joséphine Japy : Madeleine
- Arthur Manukyan : Badalyan
- Olivier Pagès : Jerome
- Konstantin Poyarkin : Nikolaï

## Récompenses
- Festival international du film de Moscou 2018 : prix du meilleur réalisateur[1].
- 17e cérémonie des Aigles d'or : Aigle d'or du meilleur maquillage[2].